# Herbert Ziegenhahn

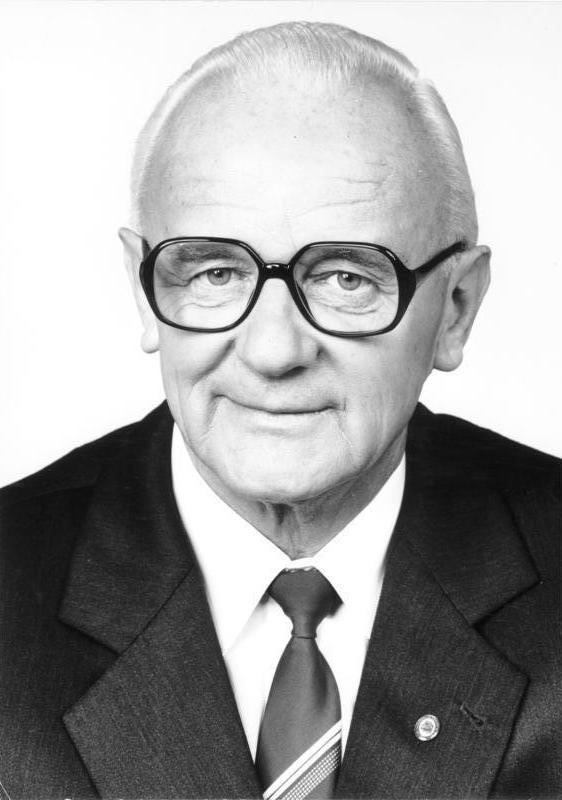
Herbert Ziegenhahn (1984)

Herbert Ziegenhahn (* 27. Oktober 1921 in Dankerode; † 29. Juni 1993) war ein deutscher SED-Funktionär. Er war Mitglied des Zentralkomitees der SED sowie 1. Sekretär der SED-Bezirksleitung Gera.

## Leben
Herbert Ziegenhahn wurde am 27. Oktober 1921 als Sohn einer Kleinbauernfamilie in Dankerode geboren. Nach dem Abschluss der Volksschule besuchte er eine Landwirtschaftliche Berufsschule und arbeitete von 1936 bis 1941 als Landarbeiter, Maurer und im elterlichen Betrieb. Als Soldat der Wehrmacht war er als Kanonier und in einer Schallbeobachtungskompanie eingesetzt. Ziegenhahn geriet in sowjetische Kriegsgefangenschaft, aus der er 1949 nach dem Besuch von Antifa-Schulen nach Deutschland zurückkehrte. Er wurde 1950 zunächst Gemeindevertreter, 1951 Bürgermeister seiner Heimatgemeinde Dankerode, wenig später von Harzgerode. Damit verbunden war 1951 der Eintritt in die SED. 1952 betraute ihn die Partei mit dem Posten des 1. Sekretärs der SED-Kreisleitung Quedlinburg, welcher er bis 1959 blieb. Parallel hatte ihn die SED von 1954 bis 1960 zu einem Fernstudium an einer Parteihochschule delegiert. Dieses Studium schloss er als Diplom-Gesellschaftswissenschaftler ab. 1959 bis 1963 bekleidete Ziegenhahn die Funktion des 1. Sekretärs der SED-Kreisleitung Dessau. Danach wechselte er im Januar 1963 in den Bezirk Gera und wurde von der SED zum 1. Sekretär der SED-Bezirksleitung Gera ernannt. Gleichzeitig wurde er in dieser Funktion Kandidat des ZK der SED und Abgeordneter des Bezirkstags Gera. Zudem bekam er 1963 von seiner Partei ein Mandat als Abgeordneter der Volkskammer. Im September 1966 wurde Ziegenhahn Vollmitglied des Zentralkomitees der SED. Alle diese Ämter hatte er bis zur politischen Wende in der DDR im Herbst 1989 inne.
Am 2. November 1989 trat er als 1. Sekretär der Bezirksleitung Gera zurück. Am 3. Dezember wurde er gemeinsam mit anderen durch Beschluss des Zentralkomitees der Mitgliedschaft im ZK enthoben und „auf Grund der Schwere ihrer Verstöße gegen das Statut der SED und in Anbetracht zahlreicher Forderungen und Anträge von Kreisdelegiertenkonferenzen“ zugleich aus der SED ausgeschlossen. Herbert Ziegenhahn starb 1993.
Herbert Ziegenhahns Sohn Herbert Ziegenhahn jun. war Kandidat der WASG für die Oberbürgermeisterwahl 2006 in Gera und war Mitglied des WASG-Landesvorstandes.

## Ehrungen
- Vaterländischer Verdienstorden in Silber
- 1971 Vaterländischer Verdienstorden in Gold
- 1981 Karl-Marx-Orden
- 1984 Banner der Arbeit Stufe I